# Febvin-Palfart
Febvin-Palfart település Franciaországban, Pas-de-Calais megyében. Lakosainak száma 612 fő (2022. január 1.). Febvin-Palfart Laires, Ligny-lès-Aire, Prédefin, Westrehem, Fiefs, Fléchin, Fontaine-lès-Boulans, Fontaine-lès-Hermans, Enquin-lez-Guinegatte és Enquin-les-Mines községekkel határos.

## Népesség
A település népességének változása:
| Lakosok száma | 574  | 592  | 600  | 600  | 604  | 609  | 614  | 619  | 612  |
|               | 2013 | 2015 | 2016 | 2017 | 2018 | 2019 | 2020 | 2021 | 2022 |